# حامی خدادادنژاد شورکی

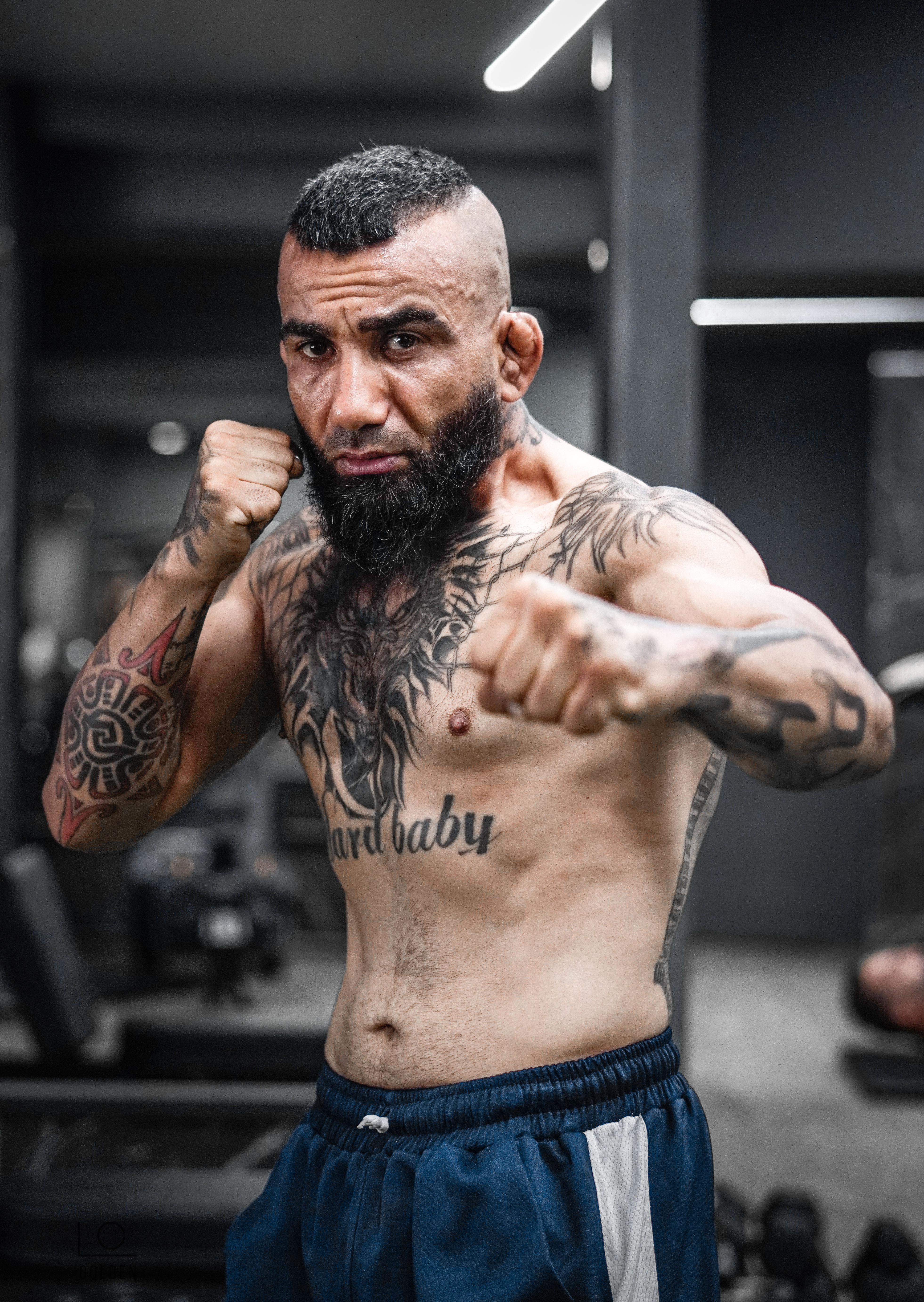
حامی خدادانژاد شورکی

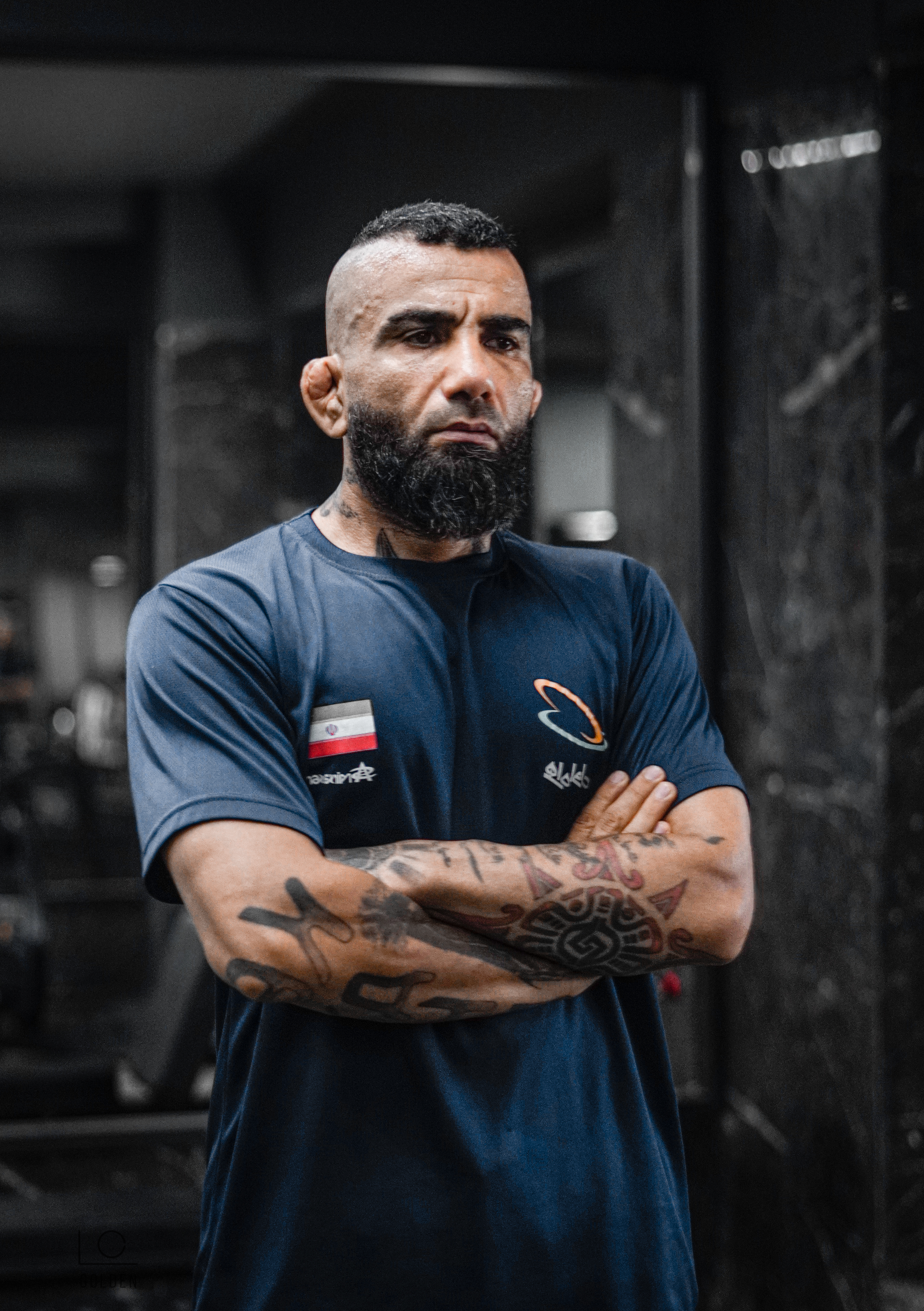
حامی خدادادنژاد شورکی

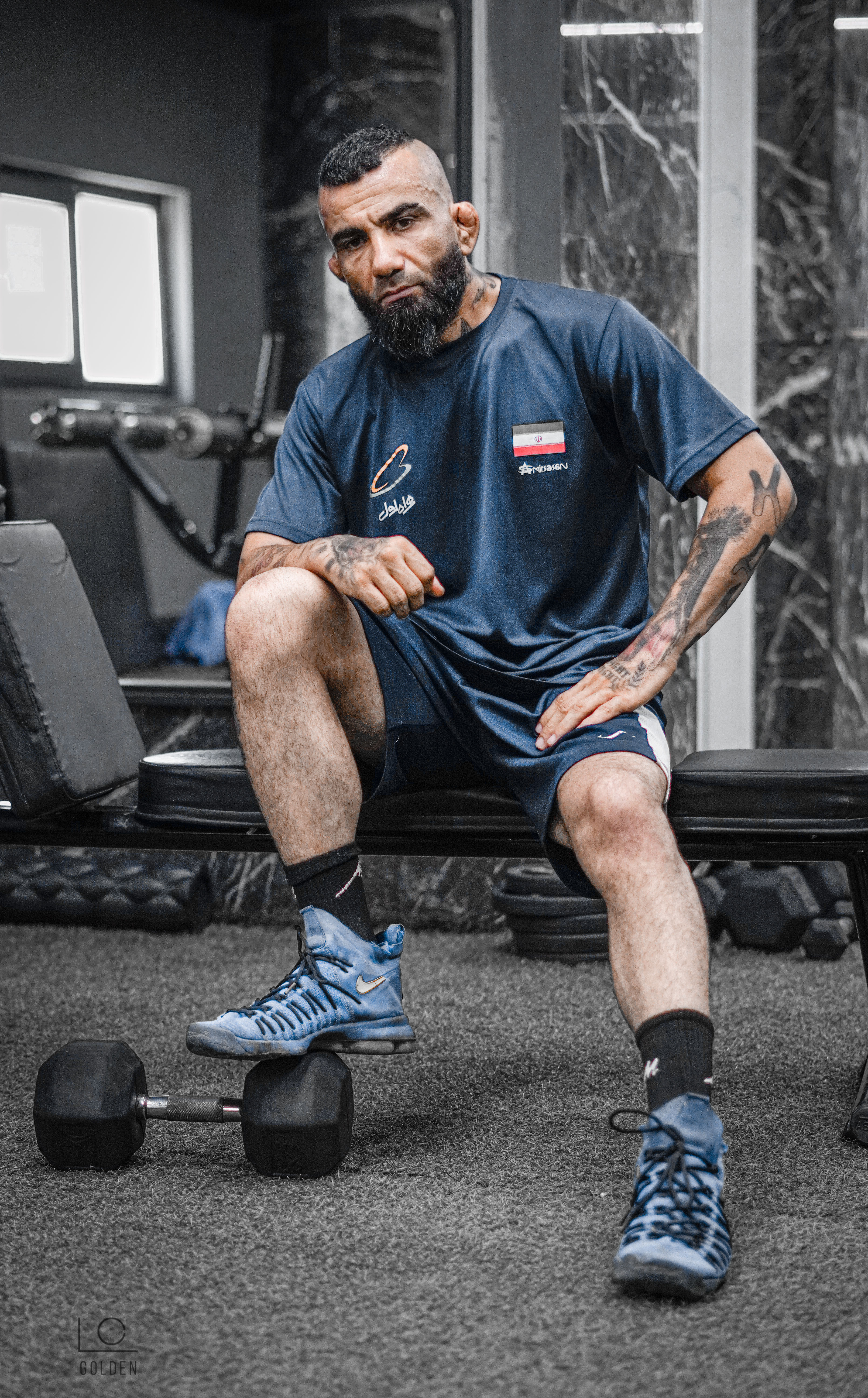
حامی در باشگاه برنا بابلسر

حامی در دوران کودکی, در حال آموزش تکواندو

حامی خداداد نژاد شورکی(زاده ٢٠ شهریور ١٣٦٣ , 11 September 1984) روستای شورک بابلسر مازندران، یکی از ورزشکاران رده حرفه ای هنرهای رزمی ترکیبی (M.M.A) ایرانی در دسته سبک وزن که ورزشکاران بین ۱۶۳ تا ۱۷۶ پوند (۷۴ تا ۸۰ کیلوگرم) را در بر می‌گیرد.

## ابتدای زندگی
حامی  شهریور ١٣٦٣ در  بابلسر به دنیا آمده‌است. او سومین فرزند حمید و فاطمه صغری است و دو برادر به نام های حامد و حسام و یک خواهربه نام سمانه دارد.
مادرایشان معلم و پدرش یکی از کاسبان بازار  بودند . حامی بسیار پرانرژی و در خانواده ورزشی بزرگ شده بود که موجب آشنایی وی با هنرهای رزمی شد.

## آشنایی باهنر های رزمی

### تکواندو:
پدر ایشان در رشته ورزشی تکواندو فعالیت داشتند و حامی در شش 6 سالگی با کمک پدرشان و به پیشنهاد عموی خود ( عبدالرضا خدادادنژاد شورکی ) که ایشان هم در کشور آلمان در رشته هنرهای رزمی ترکیبی M.M.A (Mixed Martial Arts) و جیت کان دو بودند وارد رشته ورزشی تکواندو با مربیگریی آقای صفرزاده و در سالن حلال احمر بابل اولین تمریناتشان را شروع کردند.
ایشان تا دوازده سالگی در مسابقات شهری و استانی شرکت کرده و تجارب زیادی برای مراحل بعدی زندگی ورزشی خود کسب کردند.

### بوکس:
در سن سیزده سالگی حامی به دنبال هیجان و انرژی بیشتر از طریق دایی ایشان نزد استاد حسن رستگار رشته ورزشی بوکس را فرا گرفتند.
در همان ابتدا استاد رستگار متوجه استداد این جوان شدند و او را برای جایگاه بالاتر تشویق کردند.
ایشان تمریناتشان را در سالن ورزشی اسماعیل زاده انجام میدادند . محل تمرین ایشان از خانه بسیار دور بوده و حامی نوجوان مجبور بودند که با پای پیاده رفت و آمد  کنند و بخاطر همین موضوع و خشن بودن این ورزش بین حامی سیزده ساله و پدر و مادر ایشان برای ادامه مسیر در بوکس را دچار مشکل می کرد اما حامی تا سن 16 سالگی مصمم بر حضور خود در بوکس بود به طوری که افراد زیادی وارد باشگاه بوکس می شدند اما بعد از مدتی خسته شده و دیگر ادامه نمی دادند اما تمام این مدت حامی حضور پورشور ومصمم داشت.
با اینکه در بوکس قهرمانی نونهالان و نوجوانان را بدست آورد اما در سن شانزده سالگی آشنایی با سبک جدیدی از هنرهای رزمی مسیر زندگی خود را عوض کرد.

### فوتبال ساحلی:
در حدود چهاردهمین سال زندگی بخاطر قدرت بدنی بالا دعوت به حضور در فوتبال ساحلی بابلسر تا سن شانزده سالگی شدند اما شور و علاقه حامی به ورزش های رزمی و قرار گرفتن در مسیر جدید او را دوباره به آغوش هنر های رزمی باز گشت.

### جیت کان دو:
بعد از ۱۶ سالگی با آشنایی ورزش رزمی جیت کان دو وعلاقه به این رشته تمرینات خود را آغاز و در مسابقات آماتور وارد شد , به گفته حامی در ایران سرآغاز این ورزش فقط با دستکش بوکس و به نوعی به سبک ام ام ای و فقط یک بار در قفس و بقیه بر روی تاتامی  که اولین دوره در شهر سلمان‌شهر بصورت قانونی برگزار شد.
حامی خدادادنژاد مسابقات زیادی را انجام دادند که با ١٢٦بازی آماتور در مدت ٧ سال توانست رکرود خوبی برای خود بجای بگزارد.

## دوران حرفه ای
حامی خدادادنژاد اولین حضور حرفه را خارج از ایران در شهر کمر (ترکیه) شروع کردند و بعد از آن حضور در کشورهای تفلیس  ٣, بار ایروان ارمنستان ٦ بار, قطر ١ بار, اوکراین ٢, بار بلغارستان ١ بار, رومانی  ١ بار, مسکو روسیه ١ بار و در ترکیه ٢ بار که منجر به قهرمانی در مسابقات ایشان شد.
ایشان به کشورهای مانند ایتالیا ٢ بار, اسپانیا ١ بار, ایالات متحده آمریکا ٢ بار, آلمان ٣ بار, فرانسه ١ بار و یونان ٢ بار دعوت شدند اما بخاطر نبود مدیر برنامه خوب برای هماهنگی ها و اسپانسر موجب عدم صدور ویزا و در نهایت از بازی های حرفه ای آن دوران دور ماندند که البته این مشکلات با حضور مدیر برنامه تازه و اسپانسر جدید حل شده است.
ایشان هم اکنون خود را برای مسابقات حرفه ای دیگر آماده می کند و به کسانی که این ورزش را دوست دارند آموزش می دهد.